# Jaderná elektrárna Surry
Jaderná elektrárna Surry (anglicky Surry nuclear power plant) je provozní jaderná elektrárna ve Spojených státech. Nachází se v Surry County poblíž města Rushmere na jihovýchodě státu Virginie. Pozemek elektrárny má rozlohu 340 hektarů. Elektrárnu vlastní a provozuje společnost Dominion. Jaderná elektrárna Surry je jedna ze čtyř provozovaných jaderných elektráren ve státě Virginie.
Elektrárna byla vybudována dle stejného projektu, jako byla postavena elektrárna North Anna.

## Historie a technické informace

### Počátky
Elektrárna začala být plánována na počátku 60. let 20. století. Jako hlavní dodavatel primárního okruhu byla vybrána společnost Westinghouse. Výstavba elektrárny byla zahájena 25. června 1968. Jedná se o dva tlakovodní třísmyčkové jaderné reaktory modelu Westinghouse M312 o hrubém výkonu 890 MW a čistém 838 MW každý. Architektem nejaderné části elektrárny byla společnost Stone & Webster.

#### Uvedení do provozu
První ze dvou bloků poprvé dosáhl štěpné reakce dne 1. července 1972 a druhý dne 7. března 1973. Do sítě byly oba připojeny ve dnech 4. července 1972 a 10. března 1973. Komerční provoz bloků elektrárny Surry nastal ve dnech 22. prosince 1972 a 1. května 1973.
Původní provozní licence pro 1. blok byla udělena NRC 25. května 1972. Byla prodloužena 20. března 2003 do 25. května 2032. Původní licence pro 2. blok byla udělena 29. ledna 1973. Byla prodloužena 20. března 2003 do 29. ledna 2033.

### Bloky 3 a 4
Původně bylo také plánováno vybudovat v areálu elektrárny další dvojici reaktorů pravděpodobně stejného modelu o výkonu okolo 900 MW, stejně jako první dva bloky. Přípravné práce na staveništi byly zahájeny již v roce 1974, ale v roce 1977 byly zastaveny a zrušeny, patrně kvůli finančním obtížím.

### Okolní obyvatelstvo
NRC definuje dvě zóny havarijního plánování kolem jaderných elektráren. První o poloměru 16 kilometrů, která se týká především vystavení radioaktivní kontaminace vzduchu a poté druhou o poloměru 80 kilometrů, jež se zabývá kontaminací potravin a vody.
V srpnu 2010 NRC odhadla, že roční šance, že by zemětřesení mohlo poškodit aktivní zónu reaktoru v elektrárně, je přibližně 1 ku 175 439. Jedná se tak o reaktor s nejmenší šancí poškození aktivní zóny zemětřesením ve Spojených státech.

## Informace o reaktorech
| Reaktor | Typ reaktoru      | Výkon  | Výkon  | Zahájení výstavby | Připojení k síti                | Uvedení do provozu              | Uzavření                        |
| Reaktor | Typ reaktoru      | Čistý  | Hrubý  | Zahájení výstavby | Připojení k síti                | Uvedení do provozu              | Uzavření                        |
| ------- | ----------------- | ------ | ------ | ----------------- | ------------------------------- | ------------------------------- | ------------------------------- |
| Surry-1 | Westinghouse M312 | 838 MW | 890 MW | 25. 6. 1968       | 4. 7. 1972                      | 22. 12. 1972                    |                                 |
| Surry-2 | Westinghouse M312 | 838 MW | 890 MW | 25. 6. 1968       | 10. 3. 1973                     | 1. 5. 1973                      |                                 |
| Surry-3 |                   | 859 MW | 919 MW | 1. 1. 1974        | Výstavba zrušena 1. března 1977 | Výstavba zrušena 1. března 1977 | Výstavba zrušena 1. března 1977 |
| Surry-3 |                   | 859 MW | 919 MW | 1. 1. 1974        | Výstavba zrušena 1. března 1977 | Výstavba zrušena 1. března 1977 | Výstavba zrušena 1. března 1977 |